# Антроподермичко књиговезништво
Антроподермичко књиговезништво (Енглески: Аnthropodermic bibliopegy) је пракса повезивања књига у људску кожу. По последњим резултатима истраживања Антроподермичког књижног пројекта ( Енглески: Anthropodermic Book Project)  из маја 2019, који су испитали 31 од 50 познатих књига које су наводно у антроподермичким повезима, за 18 је потврђено да су заиста људске, а за 13 је утврђено да је повез животињског порекла. 

## Терминологија
На енглеском језику bibliopegy, насталог као комбинација две речи из античког грчког: βιβλίον (biblion = кљига) and πηγία (pegia, from pegnynai = причврстити) и представљс ретко коришћен синоним за занат књиговезништво, односно повез књига. 
Реч антроподермичко комбинује старогрчке речи ἄνθρωπος (anthropos = човек) and δέρμα  (derma = кожа) и као такав се не појављује у речницима нити се користи ван контекста књиговезства. 
Фраза антроподермичко књиговезништво се користи најпре од објављивања стручног рада Лоренса Томпсонa о теми коришћења људске коже у сврхе повеза књига. 

## Историја
Прва референца на повез књига људском кожом можемо наћи у летопису Захарија Конрада вон Уфенбаха о једној мањој неугледној књижици Мolleri manuale praeparationis ad mortem у којој је на почетку писало да је повезана људском кожом
Током Француске Револуције, постојале су гласине о постојању штавнице људске коже у предграђу Париза . Такође, и музеју Карнавалет чувају се примерци Устава из 1793 и Универзалне декларације о правима човека описане као „могу да прођу као људска кожа која имитира телећу” 
Преживели примерци књига које су повезане у људску кожу су често биле наручиване и израђиване за докторе медицине. који су често и имали приступ лешевима, најчешће је су били у питању погубљени криминалци . У Краљевском хируршком колеџу у Единбургу чува се џепна књижица повезана у кожу убице Вилијама Буркеа, након извршења казне вешањем и јавне аутопсије извршене од стране др Александра Монроа 1839. године
Најпознатији примерак антроподермног књиговезништва по Лоренсу Томпсону је пример који се налази у Бостон Атенеуму под називом: Бандит: Прича о животу Џејмса Алена, алиас Џорџ Волтон , истинита исповест из затворске ћелије Џејмса Алена, криминалца који је захтевао да се две копије његове исповести повежу у његову кожу, једна за његовог доктора а друга за једну особу коју је покушао да опљачка и чијој се храбрости дивио. Жеља му је посмртно испуњена.
Kњига Les Terres du ciel Камија Фламариона је наводно била повезана у кожу његове обожаватељке
Национална библиотека Аустралије поседује збирку поезије која датира из 19. века, која има запис на првој страни „Повезана у људску кожу” . Повез је учињен пре 1890-те године, и утврђено је људско порекло коже 1992. године. 

## Потврђени случајеви
| Књига | Локација | Порекло | Повез |
| --- | --- | --- | --- |
| De humani corporis fabrica од Andreas Vesalius (1568)                                                      | Провиденс Универзитет Браун, John Hay Library, RARE 1-SIZE QM21 .V37 1568 Архивирано на веб-сајту (16. новембар 2018)                           | Повезана 1867 од стране Јосеа Шавјеа из Брисела за париски светски сајам 1867 | |
| The Dance of death од Ханса Холбејна (1816)                                                                | Провиденс Универзитет Браун, Џон ХЕјн Библиотека, N7720.H6 A43 1816                                                                             | Повезана 1893 у фирми Зехнсдорф у Лондону | |
| The Dance of death од Ханса Холбејна (1816)                                                                | Провиденс Универзитет Браун, Џон Хејн Библиотека, N7720.H6 D5x 1898 Архивирано на веб-сајту (24. октобар 2020)                                  | Повезана између 1898 и 1903. године књиговезац: Алфред Кокс (1835-1909) | |
| Mademoiselle Giraud, my wife од Адолфа Белота (1891) - превод са енглеског                                 | Провиденс Универзитет Браун, Џон Хејн Библиотека, PQ2193.B7 M313 1891 Архивирано на веб-сајту (14. октобар 2020)                                | | |
| Recueil des secrets од Луиса Буржу Бурсиер(1601)                                                           | Филаделфија Џеферсон медицински колеџ, Библиотека историје медицине, Ga 168                                                                     | Повезана 1887 од стране Др Џона Стоктона Хјуа, кожом пацијенткиње Мери Линч, која је преминула 1869. године од tрихинелозe | Фотографија (lево) |
| Les nouvelles découvertes sur toutes les parties principales de l'homme, et de la femme Луси Барлес (1680) | Филаделфија Џеферсон медицински колеџ, Библиотека историје медицине, GGa 53b                                                                    | Повезана 1887 од стране Др Џона Стоктона Хјуа, кожом пацијенткиње Мери Линч, која је преминула 1869. године од tрихинелозe | Фотографија (десно) |
| De conceptione adversaria by Charles Drelincourt (1686)                                                    | Филаделфија Џеферсон медицински колеџ, Библиотека историје медицине, GGc 15.1                                                                   | Повезана од стране Др Џона Стоктона Хјуа тетовираном кожом са шаке човека који је умро у болници у Филаделфији | Танка књижица, у горљем десном углу |
| Speculations on the mode and appearances of impregnation in the human female Робрт Купер (1789)            | Филаделфија Џеферсон медицински колеџ, Библиотека историје медицине, GGa 33                                                                     | Повезана 1887 од стране Др Џона Стоктона Хјуа, кожом пацијенткиње Мери Линч, која је преминула 1869. године од tрихинелозe | Повез и сведочанство Архивирано на веб-сајту (7. април 2020) Фотографија није за комерцијалну употребу Архивирано на веб-сајту (14. октобар 2020) Mutter Minute (видео): Кљига у повезу од људске коже |
| An elementary treatise on human anatomy Џозеф Лејди (1861)                                                 | Филаделфија Џеферсон медицински колеџ, Библиотека историје медицине, Ad 14                                                                      | Приватно власништво Џозефа Лејдија, са инскриптом: „Кожа од које је ова књига повезана је узета од војника који је умро током Америчког грађанског рата.” | Фотографија |
| Des destinées de l'ame by Arsène Houssaye (1880?)                                                          | Кембриџ, Масачусетс Универзитет Харвард, Хјутон Библиотека, FC8.H8177.879dc                                                                     | Представљена библиофилу Др Лудовику Буланду из Стразбура, који ју је повезао у кожу узете са леђа непознате жене, пацијенткиње психијатријске установе. | Предња корица |
| Poems on Various Subjects, Religious and Moral Филипс Витли (1773)                                         | Синсинати, Охајо Универзитет у Синсинатију, Библиотека и Архив старих књига, PS866 .W5 1773 Извештај и фотографије Лабораторије за презервацију | | |
| Le Scarabée d'or by Едгард Алан По (1892)                                                                  | Француска приватна колекција (2016) | Повезана од стране Густава Рајкерса из Брисела са натписом на унутрашњости корица: "Relié en Peau Humaine. G. Rykers."(Повезана у људску кожу, Г. Рајкерс.). Продата 2016. године на аукцији. to a French private collector. Human skin confirmed in PMF analysis conducted by Dan Kirby in 2018. | |
| Narrative of the Life of James Allen (Бостон, Harrington & Co., 1837) ·                                    | Бостон, Масачусетс Бостон Атенеум $65.Al57 | | |
| Essai sur les lieux et les dangers des sépultures Феликс Вик д'Азур (1778)                                 | Брисел Краљевска библиотека Белгије WBS VI 21.433 A LP (RP)                                                                                     | Повезана од стране Јосеа Шевја, крајем 19. века. Продата белгијској влади 1896. године · Video (in French) | |